# بدرالدین سلامش
سلامش (عربی: بدر الدين سُلامش) (۱۲۷۲ - ۱۲۹۱ (۱۸−۱۹ سال))، سلطان ممالیک که پس از خلع بردارش، ناصرالدین محمد برکه، با حمایت منصور قلاوون به سطلنت رسید اما خود پس از ۳ ماه از این مقام خلع شد و قلاوون به سلطنت رسید.